# 大寛宗之
大寛 宗之（たいかん むねゆき、1944年10月20日 - 没年不明 ）は、鹿児島県熊毛郡中種子町出身で井筒部屋、陸奥部屋に所属した元大相撲力士。本名は淵上 重昭（ふちがみ しげあき）。180cm、118kg。最高位は東十両4枚目。得意技は右四つ、寄り。

## 経歴
当初は野球が好きだったが、種子島高校に入学すると、柔道部に入部する。1年生の時に柔道部で最も大きい体格を見込まれて相撲部に駆り出され、鹿児島県大会で準優勝したのが評判に上り、井筒部屋の世話人から勧められて入門した。1962年3月場所に初土俵。幕下での下積みが長かったが、1969年11月場所の幕下優勝を足がかりにして1970年3月場所に十両昇進、以後21場所十両に在位する。入幕を窺える地位まで幾度と顔を出すものの、勝ち越しはならず、1974年1月場所に幕下へ陥落。1976年1月場所限りで廃業。

## 主な成績
- 通算成績：380勝362敗7休  勝率.512
- 十両成績：143勝172敗  勝率.454
- 現役在位：84場所
- 十両在位：21場所
- 各段優勝
  - 幕下優勝：1回（1969年11月場所）

### 場所別成績
| | 一月場所 初場所（東京） | 三月場所 春場所（大阪） | 五月場所 夏場所（東京） | 七月場所 名古屋場所（愛知） | 九月場所 秋場所（東京） | 十一月場所 九州場所（福岡） |
| --- | ----------------------- | ----------------------- | ----------------------- | --------------------------- | ----------------------- | --------------------------- |
| 1962年 （昭和37年） | x                       | （前相撲）              | 東序ノ口16枚目 6–1      | 西序二段40枚目 4–3          | 東序二段18枚目 3–4      | 東序二段28枚目 6–1          |
| 1963年 （昭和38年） | 東三段目77枚目 3–4      | 東三段目92枚目 4–3      | 東三段目71枚目 3–4      | 東三段目86枚目 3–4          | 東三段目97枚目 4–3      | 東三段目64枚目 6–1          |
| 1964年 （昭和39年） | 東三段目25枚目 3–4      | 東三段目27枚目 4–3      | 東三段目19枚目 1–6      | 東三段目38枚目 5–2          | 東三段目9枚目 3–4       | 東三段目20枚目 4–3          |
| 1965年 （昭和40年） | 西三段目9枚目 4–3       | 東幕下91枚目 3–4        | 西三段目5枚目 3–4       | 西三段目14枚目 4–3          | 西三段目5枚目 4–3       | 西幕下90枚目 6–1            |
| 1966年 （昭和41年） | 西幕下62枚目 6–1        | 西幕下34枚目 3–4        | 西幕下39枚目 4–3        | 東幕下36枚目 3–4            | 東幕下43枚目 3–4        | 東幕下50枚目 3–4            |
| 1967年 （昭和42年） | 東幕下58枚目 6–1        | 東幕下34枚目 5–2        | 東幕下28枚目 5–2        | 西幕下15枚目 4–3            | 西幕下12枚目 3–4        | 東幕下15枚目 4–3            |
| 1968年 （昭和43年） | 東幕下11枚目 5–2        | 西幕下5枚目 3–4         | 西幕下7枚目 1–6         | 東幕下25枚目 4–3            | 東幕下20枚目 3–4        | 西幕下26枚目 4–3            |
| 1969年 （昭和44年） | 東幕下21枚目 4–3        | 東幕下16枚目 5–2        | 西幕下7枚目 4–3         | 東幕下6枚目 1–6             | 西幕下27枚目 4–3        | 東幕下23枚目 優勝 7–0       |
| 1970年 （昭和45年） | 東幕下筆頭 5–2          | 東十両10枚目 9–6        | 東十両4枚目 6–9         | 西十両8枚目 9–6             | 東十両4枚目 5–10        | 西十両10枚目 4–11           |
| 1971年 （昭和46年） | 西幕下3枚目 5–2         | 西幕下筆頭 5–2          | 東十両11枚目 8–7        | 西十両6枚目 7–8             | 西十両7枚目 5–10        | 東十両13枚目 8–7            |
| 1972年 （昭和47年） | 東十両10枚目 6–9        | 西十両12枚目 8–7        | 東十両8枚目 6–9         | 東十両11枚目 8–7            | 東十両7枚目 6–9         | 西十両10枚目 7–8            |
| 1973年 （昭和48年） | 東十両11枚目 9–6        | 西十両6枚目 6–9         | 西十両9枚目 8–7         | 東十両7枚目 6–9             | 西十両10枚目 8–7        | 東十両9枚目 4–11            |
| 1974年 （昭和49年） | 西幕下3枚目 2–5         | 東幕下14枚目 3–4        | 西幕下21枚目 3–4        | 西幕下27枚目 4–3            | 東幕下22枚目 3–4        | 西幕下30枚目 2–5            |
| 1975年 （昭和50年） | 西幕下53枚目 6–1        | 西幕下28枚目 3–4        | 東幕下35枚目 4–3        | 西幕下29枚目 4–3            | 東幕下23枚目 3–4        | 西幕下30枚目 5–2            |
| 1976年 （昭和51年） | 西幕下17枚目 引退 0–0–7 | x                       | x                       | x                           | x                       | x                           |
| 各欄の数字は、「勝ち-負け-休場」を示す。 優勝 引退 休場 十両 幕下 三賞：敢=敢闘賞、殊=殊勲賞、技=技能賞 その他：★=金星 番付階級：幕内 - 十両 - 幕下 - 三段目 - 序二段 - 序ノ口 幕内序列：横綱 - 大関 - 関脇 - 小結 - 前頭（「#数字」は各位内の序列） |                         |                         |                         |                             |                         |                             |

## 改名歴
- 淵上（ふちがみ）1962年3月場所 - 1964年7月場所
- 薩摩洋（さつまなだ）1964年9月場所 - 1969年9月場所
- 大寛 宗之（たいかん むねゆき）1969年11月場所 - 1972年5月場所
- 大寛 力義（たいかん りきよし）1972年7月場所 - 1974年3月場所
- 西ノ島（にしのしま）1974年5月場所 - 1974年9月場所
- 大寛（たいかん）1974年11月場所 - 1976年1月場所